# Ковин
Ковин је градско насеље у Србији и седиште истоимене општине у Јужнобанатском управном округу. Према попису из 2022. било је 11.623 становника. Налази се 3 километра удаљен од Дунава, а рукавац Дунава, Дунавац, долази до ивица града и на њему је пристаниште.
Надморска висина лесне терасе на којој је Ковин саграђен је 79 метара. Налази се на 13 километара удаљености од Смедерева, 34 километара од Панчева и 50 километара од Београда. После Панчева је најзначајнији град у банатском Подунављу.

## Називи
Ковин је познат по још неким називима на другим језицима: рум. Cuvin, мађ. Kevevára,  .

## Историја
Историја Ковина говори да се први земљорадници и сточари насељавају у Банат у млађем каменом добу – неолиту. Налазишта неолита су пронађена код Ковина, Гаја и Дубовца, а остаци бронзаног доба откривени су код Ковина, Гаја, Дубовца и Мраморка.
Ово подручје било је и на удару келтских племена која су се насељавала у Подунављу и доносила латенску културу. Део келтских племена Скордисци, стално се насељавају у Подунављу, а из латенског доба у општини Ковин откривена су налазишта код Плочице, Ковина и Дубовца. Из римског доба трагови римских утврђења откривени су између Дунавца и Поњавице, а на територији Ковина предмети из римског доба. Утврђење, које се данас зове Стари Град, је постојало још у римско доба јер су ту пронађени новчићи са разним ликовима укључујући и Јулија Цезара. Опека од које је сазидано утврђење је носила жиг VII Клаудијеве легије, а претпоставља се да се утврђење звало Контра Маргум (лат. Contra Margum) јер је било смештено насупрот ушћа Велике Мораве у Дунав, где је било утврђење под називом Маргум (лат. Margum). Постоје писани трагови да је утврђење служило и царевима Флавијусу и Константину. Такође постоје и писани трагови да је утврђење током времена имало назив Castra Augusto Flaviciusa и Constantin.
Под данашњим именом се први пут помиње у 12. веку и касније, променом господара се мењао и назив града. Мађари су га звали Кеве, Кевин, Кев, а у 19. веку Темеш-Кубин, док је 1910. добио званичан назив Кевевара; Немци су га звали Кубин, а Срби увек — Ковин.
На месту прелаза преко Дунава је настало земљано па камено утврђење, а у његовој близини се формирала и варош. Тако је функционисао град са утврђењем у доба угарских и турских владара.
Ковин је 1518. године добио статус слободног града.
Почетком 18. века је као последица мировног споразума између Аустрије и Турске срушена ковинска тврђава (види: Остаци тврђаве у Ковину) а страдала је и варош. После тога губи на значају мада је овде било седиште граничне компаније, а почетком 19. века постаје и среско средиште.
Железница је дошла 1894. године када је саграђена пруга Вршац–Алибунар–Ковин. Пруга се завршавала код Дунава и роба се претоварала на скеле и превозила преко. Зграда железничке станице још увек постоји али пруга већ дуго времена није у употреби.
Измисливши вест да су Срби отворили ватру на аустроугарску војску код Ковина, аустроугарски министар иностраних дела, гроф Берхтолд, узео је то као повод за рат и објавио га је 28. јула 1914.
Друмски мост преко Дунава је саграђен 1976. године и од тада Ковин постаје транзитно место и саобраћајна раскрсница а Ковин све више осећа гравитационе утицаје Смедерева, које је ближе од Панчева.
О историји Ковина постоји књига „Ковински летопис” чији је аутор Луцијан Богданов.

### Средњовековни Ковин
Средњовековни град Ковин подигнут је на левој обали Дунава, на насутом вештачком узвишењу које доминира ширим простором. Ковин је тада имао велики значај за одбрану јужне границе угарске државе. Тврђава постоји све до његовог рушења одредбом Београдског мира 1739. године. Изглед основе утврђења, односно његове најмлађе фазе, сачуван је на Марсиљијевом цртежу из XVIII века. Чинила су га два дела одвојена одбрамбеним јарком. Јужни део, који је скоро уништен, имао је основу неправилног троугаоног облика, а северни део утврђења је правоугаони простор димензија 130x150 m.
Остаци тврђаве су од 1995. године уписани као споменик културе од великог значаја у Републици Србији.

### Након одласка Турака
Аустријски царски ревизор Ерлер је 1774. године констатовао да Ковин припада Панчевачком округу. Насеље је војног статуса, ту је царинарница а становништво претежно српско.

## Географија
Ковин је смештен на рту дилувијалне терасе које дубоко задире према кориту Дунава, изнад алувијалне терасе која се простире од Иванова до Дубовца и према подели коју је сачинио Бранислав Букуров представља Банатско насеље ивичног типа.
Ковин је град четвртог ранга и представља локални гравитациони центар у панчевачком мезоподручју.

## Становништво
Велике промене у броју и етничкој структури становништва јужног Баната настају током 18. века. Колонизација Немаца је почела после Пожаревачког мира, масовније насељавање Срба извршено је 1739. године након Београдског мира. Интензивније насељавање Мађара почело је после 1779. године, а планско насељавање Румуна било је у другој половини 18. века.
Крајем 18. и почетком 19. века насељавају се Чеси, Словаци, Пољаци и други народи. Године 1919. на почетку живота Краљевине СХС варош Ковин је имао 6.720, a село Баваниште 6.173 житеља. Више од 4000 становника имали су Мраморак, Делиблато и Скореновац, a у Острову које сада припада општини Пожаревац, у то време живело је само 1.208 становника.
Према попису из 1900. године Ковин је имао 7.345 становника и током читавог 20. века број је растао уз два прекида због ратова.

### Структура
У насељу Ковин живи 11.362 пунолетна становника, а просечна старост становништва износи 40,1 година (38,8 код мушкараца и 41,5 код жена). У насељу има 4.663 домаћинства, а просечан број чланова по домаћинству је 2,89.
Ово насеље је углавном насељено Србима (према попису из 2002. године).
|             | \| Демографија[7] \| Демографија[7] \| Демографија[7] \| \| Година \| Становника \| Становника \| \| -------------- \| -------------- \| -------------- \| \| 1948. \| 8.309 \| \| \| 1953. \| 9.766 \| \| \| 1961. \| 11.986 \| \| \| 1971. \| 12.408 \| \| \| 1981. \| 13.779 \| \| \| 1991. \| 13.669 \| 13.408 \| \| 2002. \| 14.250 \| 14.872 \| \| 2011. \| 13.515 \| \| |            |
| Демографија | |            |
| Година      | Становника | Становника |
| 1948.       | 8.309 |            |
| 1953.       | 9.766 |            |
| 1961.       | 11.986 |            |
| 1971.       | 12.408 |            |
| 1981.       | 13.779 |            |
| 1991.       | 13.669 | 13.408     |
| 2002.       | 14.250 | 14.872     |
| 2011.       | 13.515 |            |

| Етнички састав према попису из 2002.‍ | Етнички састав према попису из 2002.‍ | Етнички састав према попису из 2002.‍ | Етнички састав према попису из 2002.‍ | Етнички састав према попису из 2002.‍ |
| ------------------------------------ | ------------------------------------ | ------------------------------------ | ------------------------------------ | ------------------------------------ |
|                                      |                                      |                                      |                                      |                                      |
| Срби                                 | Срби                                 |                                      | 11.513                               | 80,79%                               |
| Мађари                               | Мађари                               |                                      | 786                                  | 5,51%                                |
| Румуни                               | Румуни                               |                                      | 418                                  | 2,93%                                |
| Роми                                 | Роми                                 |                                      | 286                                  | 2,00%                                |
| Југословени                          | Југословени                          |                                      | 180                                  | 1,26%                                |
| Црногорци                            | Црногорци                            |                                      | 132                                  | 0,92%                                |
| Македонци                            | Македонци                            |                                      | 72                                   | 0,50%                                |
| Хрвати                               | Хрвати                               |                                      | 66                                   | 0,46%                                |
| Словаци                              | Словаци                              |                                      | 33                                   | 0,23%                                |
| Бугари                               | Бугари                               |                                      | 28                                   | 0,19%                                |
| Словенци                             | Словенци                             |                                      | 27                                   | 0,18%                                |
| Немци                                | Немци                                |                                      | 22                                   | 0,15%                                |
| Муслимани                            | Муслимани                            |                                      | 14                                   | 0,09%                                |
| Чеси                                 | Чеси                                 |                                      | 13                                   | 0,09%                                |
| Власи                                | Власи                                |                                      | 13                                   | 0,09%                                |
| Руси                                 | Руси                                 |                                      | 5                                    | 0,03%                                |
| Украјинци                            | Украјинци                            |                                      | 4                                    | 0,02%                                |
| Русини                               | Русини                               |                                      | 2                                    | 0,01%                                |
| Буњевци                              | Буњевци                              |                                      | 2                                    | 0,01%                                |
| Бошњаци                              | Бошњаци                              |                                      | 2                                    | 0,01%                                |
| Албанци                              | Албанци                              |                                      | 2                                    | 0,01%                                |
| непознато                            | непознато                            |                                      | 185                                  | 1,29%                                |

| \| \| м \| \| \| ж \| \| ? \| 38 \| \| \| 30 \| \| 80+ \| 84 \| \| \| 150 \| \| 75—79 \| 135 \| \| \| 248 \| \| 70—74 \| 261 \| \| \| 346 \| \| 65—69 \| 335 \| \| \| 422 \| \| 60—64 \| 326 \| \| \| 427 \| \| 55—59 \| 348 \| \| \| 388 \| \| 50—54 \| 598 \| \| \| 579 \| \| 45—49 \| 638 \| \| \| 645 \| \| 40—44 \| 544 \| \| \| 570 \| \| 35—39 \| 471 \| \| \| 472 \| \| 30—34 \| 470 \| \| \| 425 \| \| 25—29 \| 497 \| \| \| 454 \| \| 20—24 \| 539 \| \| \| 487 \| \| 15—19 \| 514 \| \| \| 502 \| \| 10—14 \| 455 \| \| \| 456 \| \| 5—9 \| 401 \| \| \| 374 \| \| 0—4 \| 320 \| \| \| 301 \| \| Просек : \| 37,7 \| \| \| 40,4 \| |      |  |  |      |
| |      |  |  |      |
| | м    |  |  | ж    |
| ? | 38   |  |  | 30   |
| 80+ | 84   |  |  | 150  |
| 75—79 | 135  |  |  | 248  |
| 70—74 | 261  |  |  | 346  |
| 65—69 | 335  |  |  | 422  |
| 60—64 | 326  |  |  | 427  |
| 55—59 | 348  |  |  | 388  |
| 50—54 | 598  |  |  | 579  |
| 45—49 | 638  |  |  | 645  |
| 40—44 | 544  |  |  | 570  |
| 35—39 | 471  |  |  | 472  |
| 30—34 | 470  |  |  | 425  |
| 25—29 | 497  |  |  | 454  |
| 20—24 | 539  |  |  | 487  |
| 15—19 | 514  |  |  | 502  |
| 10—14 | 455  |  |  | 456  |
| 5—9 | 401  |  |  | 374  |
| 0—4 | 320  |  |  | 301  |
| Просек : | 37,7 |  |  | 40,4 |

| Година пописа     | 1948. | 1953. | 1961. | 1971. | 1981. | 1991. | 2002. |
| ----------------- | ----- | ----- | ----- | ----- | ----- | ----- | ----- |
| Број домаћинстава | 2.439 | 2.563 | 3.262 | 3.573 | 4.292 | 4.452 | 4.663 |

| Број чланова      | 1   | 2     | 3   | 4     | 5   | 6   | 7  | 8  | 9 | 10 и више | Просек |
| ----------------- | --- | ----- | --- | ----- | --- | --- | -- | -- | - | --------- | ------ |
| Број домаћинстава | 873 | 1.096 | 922 | 1.148 | 387 | 175 | 40 | 12 | 4 | 6         | 2,98   |

| Пол    | Укупно | Неожењен/Неудата | Ожењен/Удата | Удовац/Удовица | Разведен/Разведена | Непознато |
| ------ | ------ | ---------------- | ------------ | -------------- | ------------------ | --------- |
| Мушки  | 5.798  | 1.983            | 3.289        | 248            | 231                | 47        |
| Женски | 6.145  | 1.433            | 3.338        | 996            | 344                | 34        |
| УКУПНО | 11.943 | 3.416            | 6.627        | 1.244          | 575                | 81        |

| Пол    | Укупно                    | Пољопривреда, лов и шумарство | Рибарство                            | Вађење руде и камена | Прерађивачка индустрија       |
| ------ | ------------------------- | ----------------------------- | ------------------------------------ | -------------------- | ----------------------------- |
| Мушки  | 2.896                     | 387                           | 9                                    | 18                   | 797                           |
| Женски | 1.991                     | 105                           | 0                                    | 1                    | 440                           |
| Укупно | 4.887                     | 492                           | 9                                    | 19                   | 1.237                         |
|        |                           |                               |                                      |                      |                               |
| Пол    | Производња и снабдевање   | Грађевинарство                | Трговина                             | Хотели и ресторани   | Саобраћај, складиштење и везе |
| Мушки  | 116                       | 226                           | 358                                  | 68                   | 230                           |
| Женски | 39                        | 25                            | 385                                  | 83                   | 49                            |
| Укупно | 155                       | 251                           | 743                                  | 151                  | 279                           |
|        |                           |                               |                                      |                      |                               |
| Пол    | Финансијско посредовање   | Некретнине                    | Државна управа и одбрана             | Образовање           | Здравствени и социјални рад   |
| Мушки  | 27                        | 55                            | 248                                  | 73                   | 139                           |
| Женски | 58                        | 59                            | 128                                  | 153                  | 380                           |
| Укупно | 85                        | 114                           | 376                                  | 226                  | 519                           |
|        |                           |                               |                                      |                      |                               |
| Пол    | Остале услужне активности | Приватна домаћинства          | Екстериторијалне организације и тела | Непознато            | Непознато                     |
| Мушки  | 57                        | 0                             | 0                                    | 88                   | 88                            |
| Женски | 46                        | 6                             | 0                                    | 34                   | 34                            |
| Укупно | 103                       | 6                             | 0                                    | 122                  | 122                           |

## Наутички туризам општине Ковин
Наутички туризам у општини Ковин је грана туризма која има највећи потенцијал за развитак у општини. Јужну границу општине чини река Дунав у дужини 46 километара и целим својим током је пловна. У самом граду Ковин, налази се рукавац Дунава, Дунавац, у ком се налази пристаниште. Пристаниште је капацитета до 200 везова, а обезбеђује га чуварска служба.
Дубина Дунава код Ковина износи 3-18 метара, што омогућава безбедну и сигурну пловидбу. Наутичка туристичка понуда у овој општини укључује следеће опције:

### Пловидба ковинском шајком
Туристичка организација општине Ковин у понуди има пловидбу Дунавом шајком. Шајка је капацитета до 12 особа и пловидба се најчешће организује од пристаништа у Ковину до Смедеревске тврђаве, али могуће је имати и други пловидбени ток. У зависности од временских услова, пловидба траје најмање сат времена. Пловидба може бити културног, научног, историјског карактера, као и забавног. Општина у понуди има две шајке.

### Жарковачка ада
Жарковачка ада је речно острво у општини Ковин. На Жарковачку аду могуће је доћи искључиво пловилом. Острво је речног постанка и станиште је многих животиња. Поред наутичког, развијени облици туризма су и рекреативни, ловно-риболовни, авантуристички и др.

### Плажа „Рај” Гај
Плажа „Рај” налази се 18 километара од града Ковина и 65 километара од Београда. Налази се на рукавцу Дунава дугом 7 километара. На плажи „Рај” развијен је мотонаутички туризам, због постојања мотонаутичког клуба. Поред могућности коришћења сопствених пловила, у мотонаутичком клубу могуће је изнајмити скутере, чамце и педалине.
Плажа је шљунковита, те је развијен и купалишни туризам.

### Језеро Шљункара
Језеро Шљункара налази се 2.5 километара источно од Ковина. Језеро одликује пешчано-шљунковита плажа, прозирна вода и богатство разноврсном фауном. Језеро нуди услове за пловидбу, те је у периоду од маја до октобра развијен наутички туризам мањег обима.

### Језеро Провала
Језеро Провала налази се на левој обали Дунава, око 7 километара од села Плочица.Језеро је речног настанка, највећа ширина је 500 метара, а највећа дубина је 10 метара. Због богатства рибом, развијен је риболов.
Наутички туризам огледа се у виду доласка туриста чамцима и другим мањим пловилима како би се бавили ловом, риболовом, научним истраживањем и фотографијом.
У самом граду Ковину налази се најдужа макета Дунава у Србији која приказује могућност пловидбености и развоја наутичког туризма у овој општини.

## Спорт
- ФК Раднички Ковин, клуб је основан 1904. године.
- МРК Раднички Ковин

## Галерија
- Поглед на Дунавац, ка шљункари
- Поглед на Дунавац, ка шећерани
- Остаци тврђаве у Ковину
- Католичка црква
- Румунска православна црква
- Српска православна црква св. Арханђела
- Католичка црква свете Терезе од Авиле
- Војно гробље у Ковину
- Ковин на карти из 1769-1772.
- Ковин
- Ковин на разгледници
- Касарна у Ковину
- Ковин
- Разгледница из Ковина